# Sam Sparro
Sam Sparro (narozen jako Samuel Frankland Falson; * 8. listopadu 1982, Sydney, Austrálie) je australský zpěvák, textař a hudební producent. Jeho umělecké jméno je odvozeninou rodinné přezdívky inspirované maskotem australského rádia jménem Sammy Sparrow. Momentálně má smlouvu s Britskou nahrávací společností Island Records.

## Život
Samův pěvecký talent byl plně objeven až v jeho 10 letech poté, co se jeho rodina přestěhovala do Los Angeles. Jeho otec zde podepsal nahrávací smlouvu na soulové album. Sama bral často do kostela Tujunga na severním okraji města, aby tam poslouchal nejlepší žánrové zpěváky. Na základě poslechu se Sam učil a nakonec začal sám zpívat. Jak vyrůstal bylo pro Sama běžné, že často zpíval na otcových koncertech a vystoupeních sic jen jako podpůrný hlas nikoli sólista.
Sam Sparro se také otevřeně přiznal k homosexualitě při interviewu pro časopis Attitude.

## Diskografie

### Studiová alba
| Rok  | Detaily alba                                                                                    | Nejvyšší pozice v hitparádě | Nejvyšší pozice v hitparádě | Nejvyšší pozice v hitparádě | Nejvyšší pozice v hitparádě | Nejvyšší pozice v hitparádě | Nejvyšší pozice v hitparádě | Nejvyšší pozice v hitparádě | Ocenění    |
| Rok  | Detaily alba                                                                                    | AUS                         | AUT                         | IRE                         | BEL (Vl)                    | UK                          | U.S. Elec                   | U.S. Heat                   | Ocenění    |
| ---- | ----------------------------------------------------------------------------------------------- | --------------------------- | --------------------------- | --------------------------- | --------------------------- | --------------------------- | --------------------------- | --------------------------- | ---------- |
| 2008 | Sam Sparro - Vydáno: 28 April 2008 - Označení: Island (#1769065) - Formát: CD, digital download | 23                          | 59                          | 27                          | 94                          | 4                           | 9                           | 16                          | - UK: Gold |
| 2012 | Return to Paradise - Release date: 1 June 2012 - Label: EMI - Formats: CD, digital download     | 41                          |                             |                             | 35                          | –                           |                             |                             |            |

### Singly
| Rok                                                       | Název                    | Nejvyšší pozice v hitparádě | Nejvyšší pozice v hitparádě | Nejvyšší pozice v hitparádě | Nejvyšší pozice v hitparádě | Nejvyšší pozice v hitparádě | Nejvyšší pozice v hitparádě | Nejvyšší pozice v hitparádě | Nejvyšší pozice v hitparádě | Nejvyšší pozice v hitparádě | Ocenění         | Album              |
| Rok                                                       | Název                    | AUS                         | AUT                         | BEL (Vl)                    | EUR                         | IRE                         | DEN                         | NZ                          | UK                          | US D/CP                     | Ocenění         | Album              |
| --------------------------------------------------------- | ------------------------ | --------------------------- | --------------------------- | --------------------------- | --------------------------- | --------------------------- | --------------------------- | --------------------------- | --------------------------- | --------------------------- | --------------- | ------------------ |
| 2007                                                      | „Cottonmouth“            | —                           | —                           | —                           | —                           | —                           | —                           | —                           | —                           | —                           |                 | Sam Sparro         |
| 2008                                                      | „Black and Gold“         | 4                           | 50                          | 15                          | 5                           | 5                           | 10                          | 12                          | 2                           | 12                          | - AUS: Gold     | Sam Sparro         |
| 2008                                                      | „21st Century Life“      | 42                          | —                           | —                           | —                           | —                           | —                           | —                           | 44                          | —                           |                 | Sam Sparro         |
| 2008                                                      | „Pocket“                 | —                           | —                           | —                           | —                           | —                           | —                           | —                           | —                           | —                           |                 | Sam Sparro         |
| 2012                                                      | „Happiness“              | —                           | —                           | 1                           | —                           | —                           | —                           | —                           | —                           | —                           | - BEL: Platinum | Return to Paradise |
| 2012                                                      | „I Wish I Never Met You“ | —                           | —                           | —                           | —                           | —                           | —                           | —                           | —                           | —                           |                 | Return to Paradise |
| "—" nevyšlo na daném území nebo se nedostalo do hitparád. |                          |                             |                             |                             |                             |                             |                             |                             |                             |                             |                 |                    |

### Hudební videoklipy
| Rok  | Video                          | Režisér         |
| ---- | ------------------------------ | --------------- |
| 2007 | „Cottonmouth“                  | Mariah Garnett  |
| 2008 | "Black and Gold" (první verze) | Mariah Garnett  |
| 2008 | „Black and Gold“ (druhá verze) | AlexandLiane    |
| 2008 | „21st Century Life“            | Mariah Garnett  |
| 2010 | "Pink Cloud"                   | Franc Fernandez |
| 2012 | "The Shallow End"              | Unknown         |
| 2012 | "I Wish I Never Met You"       | Mike Rosenthal  |